# Open Mind (альбом)
Open Mind — студийный альбом французского и американского джаз-рок-скрипача Жана-Люка Понти, выпущенный на лейбле Atlantic в 1984 году. В альбоме он продолжает исследовать электро/минимализм, впервые появившийся в предыдущем альбоме Individual Choice 1983 года.

## История создания
В альбоме Жан-Люк Понти играл на электроскрипке и фоновых синтезаторах, а также на ритм-компьютере на всех треках, используя один из первых секвенсоров, появившихся в начале 1980-х. Компанию Понти составила звёздная команда музыкантов, включавшая Кейси Шойерелла и Рэйфорда Гриффина, которые играли на барабанах на одном треке каждый, а также Чика Кориа (рояль и синтезатор), который добавил свои соло на двух треках, и Джорджа Бенсона (гитара) на другом треке.
При записи альбома Жан-Люк Понти использовал совершенно новую 5-струнную цельнокорпусную электроскрипку, сделанную Zeta Music в Калифорнии, на некоторых треках, а также свою старую более традиционную скрипку Barcus-Berry на остальных номерах.

## Об альбоме
После относительного успеха релиза 1983 года Individual Choice Понти стремился ещё больше раздвинуть границы своего мастерства, смешивая  авангардный джазовый фьюжн с передовыми звуками синтезаторов и секвенсоров. В интервью для переиздания альбома Open Mind Жан-Люк Понти объяснил: «Это были годы, когда я был полностью погружен в электронные звуки и эффекты и мне нравились эти гипнотические повторяющиеся грувы всего на нескольких аккордах. Они звучали просто, но с несколькими сменами аккордов здесь и там, что всегда удивляло всех солистов, которых я приглашал сыграть со мной в этом, в общем-то, сольном альбоме. Они требовали гораздо больше внимания при соло, чем кто-либо ожидал, включая меня».
Решив исследовать концепцию, которую он представил в Individual Choice, Понти сам сыграл все партии клавишных, добавив ритм-машину Roland, которая ему понравилась из-за её синтетических сэмплов, в отличие от имитации настоящих барабанов и звуков перкуссии. Он также пригласил двух давних друзей для соло на разных треках — Чика Кориа, который играет соло в двух номерах с помощью своего синтезатора Moog, и гитариста Джорджа Бенсона. 
«Джордж для меня один из величайших джазовых гитаристов в мире», — сказал Понти о Бенсоне, «и он доказывает это своим удивительно креативным соло в „Modern Times Blues“». Этот трек представляет собой изысканный обмен мелодиями между парящей скрипкой Понти и джазовой гитарой Бенсона. По мнению детройтской радиостанции WDET-FM, взаимодействие между этими двумя титанами завораживающее — дуэль струнных, которая в равной степени пламенна и элегантна, сплетая повествование без слов, но взрывающееся эмоциями. 
Другой звёздный гость, Чик Кориа, исполняет партии синтезатора на заглавном треке «Open Mind» и «Watching Birds». Издание All About Jazz характеризует звучание его соло как оцифрованный калейдоскоп: сложные узоры, смещающиеся на заднем плане, в то время как новые звуки появляются и исчезают на поверхности красочными вспышками.

## Переиздание
В 2023 году лейбл MPS Records объявил о переиздании трёх электронных альбомов Жана-Люка Понти. Первым опусом стал Open Mind, который вышел 12 мая 2023 года, за ним последовали No Absolute Time 9 июня и Individual Choice 14 июля. За ремастеринг отвечал Кристоф Штикель (номинант на премию «Грэмми» в 2023 году). Альбомы переизданы на виниле, CD и в цифровом формате. В этом переиздании будет доступен блокнот с неопубликованными заметками Понти.  
Экспериментируя с синтезаторами в начале 1980-х, Понти и не подозревал, что и Individual Choice, и Open Mind оказали большое влияние на молодые поколения музыкантов, экспериментирующих в области электронной музыки, даже 30-40 лет спустя. Individual Choice и Open Mind также ознаменовали сдвиг и дальнейшее развитие в его композиторской работе.

## Релиз и критика
Альбом был выпущен 5 июля 1984 года лейблом Atlantic Records и поднялся до 5-го места в чарте Billboard Traditional Jazz Albums и до 171-го места в Billboard 200.
Составитель The Rolling Stone Album Guide Джон Свенсон, в целом оценивший альбом как средний, называет интересными совместные треки Понти с Чиком Кориа и Джорджем Бенсоном. Музыкальный критик Пьеро Скаруффи, напротив, считает, что с момента, когда Понти стал использовать электронные машины (синтезаторы, секвенсоры и ритм-машины), он записал альбомы, которые очень мало зависели от его гостей: Individual Choice (1983) и Open Mind (1984).
Онлайн-издание All About Jazz считает, что во многих отношениях с этой записью и ее предшественницей Понти указал путь к тому, как сейчас создается современная музыка. Единственное, что действительно изменилось с момента выхода этой записи, — это изысканность электронных инструментов, используемых музыкантами.

## Список композиций
Автор всех композиций Жан-Люк Понти.
1. «Open Mind» — 8:05
2. «Solitude» — 6:05
3. «Watching Birds» — 4:57
4. «Modern Times Blues» — 7:17
5. «Orbital Encounters» — 5:14
6. «Intuition» — 7:40

## Участники записи

#### Музыканты
- Жан-Люк Понти — электроскрипка, виолектра, фортепиано, орган, синтезатор, клавишные, вокал, программирование ритма
- Джордж Бенсон — электрогитара (трек 4)
- Чик Кориа — синтезатор (трек 1, 3)
- Кейси Шойерелл — ударные, табла (трек 3)
- Рэйфорд Гриффин — ударные, перкуссия (трек 5)

#### Производство
- Жан-Люк Понти — продюсер
- Дэн Нэш — звукорежиссер
- Питер Р. Келси — звукорежиссер, микширование
- Стив Хирш — звукорежиссер, помощник звукорежиссера
- Дэйв Маркетт — звукорежиссер, помощник звукорежиссера
- Джон Молино — звукорежиссер, помощник звукорежиссера
- Джей Уиллис — звукорежиссер, помощник звукорежиссера
- Дэн Уорм — звукорежиссер, помощник звукорежиссера
- Гэри Вагнер — звукорежиссер, помощник звукорежиссера
- Клаудия Понти — концепция обложки